# Frances Altick
Frances Altick (* 22. Februar 1994 in Shreveport) ist eine ehemalige US-amerikanische Tennisspielerin.

## Karriere
Altick spielt vor allem auf dem ITF Women’s Circuit, wo sie bislang noch keinen Turniersieg feiern konnte. Als erstes Profiturnier spielte sie im Juli 2013 das mit 10.000 US-Dollar dotierte Turnier in Fort Worth, wo sie ihre ersten Matches gewann und als Qualifikantin erst im Achtelfinale gegen Catherine Harrison mit 6:2, 1:6 und 0:6 verlor. Ein Jahr später erreichte sie beim Turnier an gleicher Stelle das Viertelfinale, wo sie gegen Jessica Ho ebenfalls nur knapp in drei Sätzen mit 4:6, 6:3 und 3:6 unterlag. Ihr bislang bestes Ergebnis erreichte Altick mit ihrem Finaleinzug ebenfalls beim gleichen Turnier 2015, wo sie ihrer Finalgegnerin Ulrikke Eikeri mit 3:6 und 1:6 unterlag.
Ihren ersten Auftritt auf der WTA Tour hat Altick bei den mit 731.000 US-Dollar dotierten Volvo Car Open 2016, wo sie eine Wildcard für das Hauptfeld der Einzelkonkurrenz erhielt.
Im August 2017 bestritt Altick ihr letztes Profiturnier und wird seit Juni 2018 nicht mehr in den Weltranglisten geführt.

## Turniersiege

### Doppel
| Nr. | Datum         | Turnier      | Kategorie   | Belag | Partnerin    | Finalgegnerinnen                | Ergebnis |
| --- | ------------- | ------------ | ----------- | ----- | ------------ | ------------------------------- | -------- |
| 1.  | 9. Juli 2016  | Amstelveen   | ITF $10.000 | Sand  | Astra Sharma | Erika Vogelsang Mandy Wagemaker | 6:4, 6:2 |
| 2.  | 15. Juli 2016 | Knokke-Heist | ITF $10.000 | Sand  | Astra Sharma | Déborah Kerfs Kelly Versteeg    | 6:4, 6:4 |

## Persönliches
Altick schloss 2016 das Studium der Psychologie an der Vanderbilt University ab. Sie spielte dort vier Jahre in der Southeastern Conference im Team der Vanderbilt Commodores, mit denen sie 2015 die Damenmannschaftsmeisterschaften der NCAA Division I gewann.